# Таємниця ордену
Таємниця ордену (англ. The Order) — американський пригодницький бойовик 2001 року режисера Шелдона Леттича.

## Сюжет
У 1099 році, за часів Хрестових походів, хрестоносці прибувають до Єрусалима, де грабують і вбивають місцеве населення. Лицар Шарль Ле Веллан, вражений жахіттями війни, вирішує створити новий релігійний орден. Цей новий Орден примиряє, рівною мірою, представників трьох релігій: християн, юдеїв, і мусульман. Як самопроголошений лідер і месія, Шарль записує священні тексти Ордена. Інші християни звинувачують Шарля в єресі, і нападають на нього і його учнів. Під час нападу остання глава священного рукопису губиться в пустелі.
2000-і роки. Руді Кафмаєр — злодій і контрабандист цінних історичних експонатів. Руді вдається проникнути в будівлю високого ступеня безпеки, де він краде Яйце Фаберже, прикрашене дорогоцінним камінням та вироблене явно для російських царів. Він вкрав яйце з особистої колекції впливового боса російської мафії за наводкою свого приятеля-спільника з Тель-Авіва, але не зміг отримати за нього гроші. Батько головного героя — професор Оскар Кафмаєр, археолог і хранитель музею, виявляє ті самі рукописи, які були втрачені під час Хрестових походів. Рукописи роз'яснюють гармонію відмінності віросповідань. У рукописах є також стародавня карта Єрусалиму, яка показує місце розташування міфічного єврейського скарбу. Оскар їде в Ізраїль, де його викрадають. Руді, який почув про те, що трапилося, їде в Єрусалим, щоб врятувати батька. Партнер Оскара, професор Волтер Фінлі, даєє Руді ключ від сейфу для зберігання цінностей у банку в східному Єрусалимі. Ізраїльський начальник поліції Бен Нер сприймає прибуття Руді вороже і робить все, щоб вислати Руді, але поліцейський лейтенант Далія Барр ризикує своїм життям і кар'єрою, щоб допомогти йому. З її допомогою Руді відкриває сейф для зберігання цінностей у банку і знаходить карту, на якій зображені тунелі й кімнати зі скарбами в підземеллях Єрусалиму. Але на шляху до заповітного скарбу Руді і Далії також доведеться викрити секретну змову божевільного ватажка Ордена, який прагне почати нову Священну війну і встановити на Землі владу крові і терору.

## У ролях
| Актор             | Роль                           |
| ----------------- | ------------------------------ |
| Жан-Клод Ван Дамм | Руді Кафмаєр / Шарль Ле Веллан |
| Чарлтон Гестон    | професор Волтер Фінлі          |
| Софія Мілош       | лейтенант Далія Барр           |
| Браян Томпсон     | Сайрус Джейкоб                 |
| Бен Кросс         | майор Бен Нер                  |
| Вернон Добчефф    | професор Оскар Кафмаєр         |
| Сессон Габаї      | Юрій                           |
| Алон Абутбул      | Аврам                          |
| Джой Томаска      | Голдман                        |
| Пітер Малота      | Амнон                          |
| Девід Літч        | детектив Майк Моран            |